# Мусасимураяма
Мусасимураяма (яп. 武蔵村山市 Мусасимураяма-си) — город в Японии, находящийся в префектуре Токио. Площадь города составляет 15,37 км², население — 70 863 человека (1 октября 2020), плотность населения — 4610,47 чел./км².

## Географическое положение
Город расположен на острове Хонсю в префектуре Токио региона Канто. С ним граничат города Хигасиямато, Фусса, Татикава, Токородзава и посёлок Мидзухо.

## Население
Население города составляет 70 863 человека (1 октября 2020), а плотность — 4610,47 чел./км². Изменение численности населения с 1980 по 2005 годы:
| 1980 | 57 198 чел. |  |
| 1985 | 60 930 чел. |  |
| 1990 | 65 562 чел. |  |
| 1995 | 67 015 чел. |  |
| 2000 | 66 052 чел. |  |
| 2005 | 66 553 чел. |  |

## Символика
Деревом города считается Celtis sinensis, цветком — чай, птицей — Zosterops japonicus.

## Экономика
В Мусасимураяма расположены торговые центры и универмаги «Мицукоси».

## Города-побратимы
- Сакаэ, Япония